# Наша зелёная земля
«Наша зелёная земля» (араб. ارضنا الخضراء‎, Arduna el khadra, в советском кинопрокате — «Эта земля наша») — египетский фильм 1956 года, социальная драма режиссёра Ахмеда Дыя эд-Дина с участием популярной звезды египетского кино Магды.

## Сюжет
Кинолента рассказывает о борьбе египетских крестьян за землю, за право свободно жить и трудиться на этой земле. Герои фильма — феллахи, изнывающие от изнурительного труда на помещичьих полях, но пожинающие лишь нищету и бесправие.
Фермер Ибрагим живёт со своей красавицей женой Аминой и их ребёнком счастливой жизнью. Даже измождённые от ежедневной работы в поле, они радуются каждому дню, ибо любят друг друга и счастливы этой любовью. Но счастью их придёт конец, когда Амина попадётся на глаза местному помещику Акеф-бею, решившему завладеть столь прекрасной женщиной. Чтобы иметь возможность побыть с Аминой наедине Акеф-бей пообещал Ибрагиму в аренду 10 акров земли, документы на пользование которой нужно оформить в Каире.
Воспользовавшись отсутствием супруга, Акеф-бей приходит в его дом и силой пытается завладеть красавицей женой Ибрагима. Амине на сей раз всё же удаётся дать ему отпор. Но по приезде из Каира Ибрагима она рассказывает ему о произошедшем. Ибрагим хочет убить Акеф-бея, но сам погибает от пули его охранников.
После смерти супруга Амине придётся особенно сложно противостоять настойчивому Акеф-бею, но пришедшая на их земли июльская революция 1952 года освобождает крестьян от произвола помещика.

## В ролях
- Магда — Амина
- Шукри Сархан — Ибрагим
- Махмуд аль-Милиги — Акеф-бей
- Хусейн Рияд — Сабер
- Лайла Сами — Сабха

## Фестивальные награды
- Почётная грамота на XI международном кинофестивале в Карловых Варах (1958) с формулировкой «За стремление отобразить социальные перемены, происходящие в современном Египте»[2].